# 羊绥
羊绥（4世紀—？），字仲彦，太山郡南城县（今山东省新泰市）人，东晋官员。

## 生平
谢安听说羊绥有才华，向羊绥致意希望他来，羊绥始终不肯前来拜谒。后来羊绥担任太学博士，有事见到谢安，谢安立即让他作了主薄。
王献之和羊绥交好，羊绥品德高洁而纯朴，简傲高贵，年轻时就去世。王献之深切沉痛地哀悼羊绥，他对东亭侯王珣说：“羊绥是国家的人才，死得可惜。”

## 家庭

### 父亲
- 羊楷，尚书郎[1]

### 儿子
- 羊孚，第二子，东晋太尉参军
- 羊辅，东晋卫军功曹[4]
- 羊玄保，刘宋散骑常侍、特进、定子